# Hvidhalset hejre
Hvidhalset hejre (latin: Ardea pacifica) er en fugleart, der lever i Australien.